# South Park (sæson 6)
Sæson 6 af South Park, en amerikansk tv-serie skabt af Trey Parker og Matt Stone, blev første gang sendt den 6. marts 2002 og sidste afsnit blev sendt den 11. december 2002.. Sæsonen er den eneste hvori Kenny ikke er en af hovedpersonerne, da han blev skrevet ud i slutningen af den forudgående sæson. Han er dog en del af nogle afsnit, uden dog at blive og kommer tilbage til serien i slutningen af sæsonens sidste afsnit. 

## Afsnit
| Serie # | Sæson # | Titel                                                        | Instruktør               | Forfatter(e)                              | Original sendedato | Seere i USA      |
| 80 | 1       | "Jared Has Aides"                                            | Trey Parker              | Trey Parker                               | 6. marts 2002      | {{{Seere(USA)}}} |
| |         |                                                              |                          |                                           |                    |                  |
| 81 | 2       | "Asspen"                                                     | Trey Parker              | Trey Parker                               | 13. marts 2002     | {{{Seere(USA)}}} |
| |         |                                                              |                          |                                           |                    |                  |
| 82 | 3       | "Freak Strike"                                               | Matt Stone, Trey Parker  | Trey Parker                               | 20. marts 2002     | {{{Seere(USA)}}} |
| |         |                                                              |                          |                                           |                    |                  |
| 83 | 4       | "Fun with Veal"                                              | Trey Parker              | Trey Parker                               | 27. marts 2002     | {{{Seere(USA)}}} |
| |         |                                                              |                          |                                           |                    |                  |
| 84 | 5       | "The New Terrance and Phillip Movie Trailer"                 | Trey Parker              | Trey Parker                               | 3. april 2002      | {{{Seere(USA)}}} |
| |         |                                                              |                          |                                           |                    |                  |
| 85 | 6       | "Professor Chaos"                                            | Trey Parker, Matt Stone  | Trey Parker, Matt Stone, Glasgow Phillips | 10. april 2002     | {{{Seere(USA)}}} |
| |         |                                                              |                          |                                           |                    |                  |
| 86 | 7       | "Simpsons Already Did It"                                    | Trey Parker              | Trey Parker, Matt Stone, Glasgow Phillips | 26. juni 2002      | {{{Seere(USA)}}} |
| |         |                                                              |                          |                                           |                    |                  |
| 87 | 8       | "Red Hot Catholic Love"                                      | Trey Parker              | Trey Parker, Matt Stone, Glasgow Phillips | 3. juli 2002       | {{{Seere(USA)}}} |
| |         |                                                              |                          |                                           |                    |                  |
| 88 | 9       | "Free Hat"                                                   | Tony Nugnes              | Trey Parker, Matt Stone                   | 10. juli 2002      | {{{Seere(USA)}}} |
| |         |                                                              |                          |                                           |                    |                  |
| 89 | 10      | "Bebe’s Boobs Destroy Society"                               | Trey Parker              | Trey Parker                               | 17. juli 2002      | {{{Seere(USA)}}} |
| |         |                                                              |                          |                                           |                    |                  |
| 90 | 11      | "Child Abduction Is Not Funny"                               | Trey Parker              | Trey Parker, Matt Stone                   | 24. juli 2002      | {{{Seere(USA)}}} |
| |         |                                                              |                          |                                           |                    |                  |
| 91 | 12      | "A Ladder to Heaven"                                         | Trey Parker              | Trey Parker                               | 6. november 2002   | {{{Seere(USA)}}} |
| |         |                                                              |                          |                                           |                    |                  |
| 92 | 13      | "The Return of the Fellowship of the Ring to the Two Towers" | Trey Parker              | Trey Parker, Matt Stone                   | 13. november 2002  | {{{Seere(USA)}}} |
| |         |                                                              |                          |                                           |                    |                  |
| 93 | 14      | "The Death Camp of Tolerance"                                | Trey Parker              | Trey Parker                               | 20. november 2002  | {{{Seere(USA)}}} |
| |         |                                                              |                          |                                           |                    |                  |
| 94 | 15      | "The Biggest Douche in the Universe"                         | Trey Parker              | Trey Parker                               | 27. november 2002  | {{{Seere(USA)}}} |
| |         |                                                              |                          |                                           |                    |                  |
| 95 | 16      | "My Future Self n’ Me"                                       | Trey Parker, Eric Stough | Trey Parker                               | 4. december 2002   | {{{Seere(USA)}}} |
| |         |                                                              |                          |                                           |                    |                  |
| 96 | 17      | "Red Sleigh Down"                                            | Trey Parker              | Trey Parker, Matt Stone                   | 11. december 2002  | {{{Seere(USA)}}} |
| I denne Black Hawk Down-parodi, forsøger Cartman at bringe julen til Irak, for at komme på Julemandens ”artig”-liste. Derudover vender Kenny tilbage, efter at være blevet permanent dræbt i sæson fem. |         |                                                              |                          |                                           |                    |                  |